# Pica-pau-chorão
Pica-pau-chorão (nome científico: Veniliornis mixtus) é uma espécie de ave pertencente à família dos picídeos.  Pode ser encontrado no Uruguai, Argentina, Paraguai, Bolívia e Brasil.

## Subespécies
São reconhecidas quatro subespécies:
- Veniliornis mixtus mixtus (Boddaert, 1783) - ocorre no norte da Argentina, na bacia do Rio Paraná e na região da província de Buenos Aires, no extremo sul do Brasil (sudoeste do estado do Rio Grande do Sul) e no oeste do Uruguai;
- Veniliornis mixtus berlepschi (Hellmayr, 1915) - ocorre na região central da Argentina, de Córdoba até Neuquén e Rio Negro;
- Veniliornis mixtus malleator (Wetmore, 1922) - ocorre no Chaco, do norte da Argentina, Paraguai ao sudeste da Bolívia;
- Veniliornis mixtus cancellatus (Wagler, 1829) - ocorre do extremo leste da Bolívia até o leste do Brasil, do estado do Piauí ao sul de Mato Grosso, oeste de Minas Gerais até o Rio Grande do Sul; nordeste do Paraguai e oeste do Uruguai.